# دانيلا كولبي
دانيلا كولبي (بالإنجليزية: Danielle Colby-Cushman)‏ هي عارضة ومصممة أزياء أمريكية، ولدت في 3 ديسمبر 1975 في دافنبورت في الولايات المتحدة.

## وصلات خارجية
- دانيلا كولبي على موقع IMDb (الإنجليزية)
- دانيلا كولبي على موقع قاعدة بيانات الفيلم (الإنجليزية)